# SHINING IN THE NIGHT
「SHINING IN THE NIGHT」（シャイニング・イン・ザ・ナイト）は、KATSUMIのデビュー・シングル。

## 解説
パイオニアLDC所属アーティスト第一号のデビュー・シングル。
デビュー・アルバム『SHINING』と同時発売。
その他VHS、LD、ビデオシングルディスク、カセットテープを併せ合計6アイテムを同時発売という、新人アーティストとしては異例のデビューとなった。
ジャケットでのタイトルロゴは、一部の「N」の文字が鏡文字になっており、「SHIИING IN THE NIGHT」と表記されている。

## 収録曲
全曲作詞：渡辺克巳／作曲：石川洋／編曲：武部聡志
1. SHINING IN THE NIGHT
テレビ朝日系『遊行見聞録』エンディングテーマ
2. ふたつの夢
東映系映画『斬殺せよ 切なきもの、それは愛』主題歌